# Viereth-Trunstadt
Viereth-Trunstadt è un comune tedesco di 3 673 abitanti, situato nel land della Baviera.